# Osobní účet České spořitelny

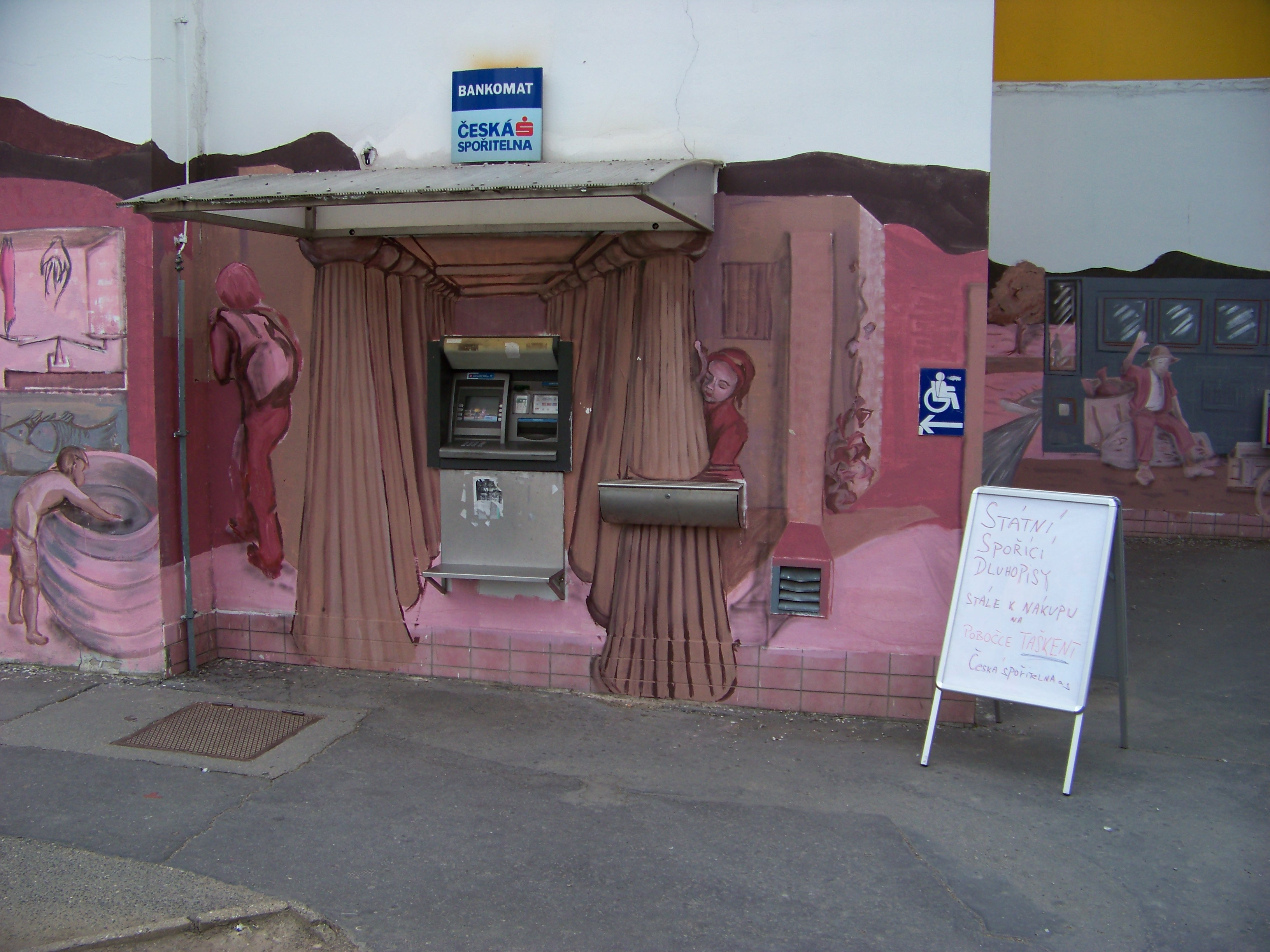
Bankomat České spořitelny, sloužící mj. k obsluze Osobního účtu

Osobní účet byl běžný účet pro fyzické osoby, který od srpna 2007 do června 2013 poskytovala Česká spořitelna. Účet z převážné části nahradil její předchozí produkt s názvem Sporožiro, který přestal být nabízen. Účet v základní nabídce zahrnoval měsíční výpis, zavedení trvalých příkazů, inkaso a spořicí účet. Klienti si mohli individuálně vybrat z více než 30 služeb, které bylo možné k účtu přikupovat.[zdroj?]
Osobní účet České spořitelny se již od 1. července 2013 neposkytuje.

## Historie
V roce 2007 došlo ke vzniku nového účtu s názvem Osobní účet, který měl zcela nahradit staré Sporožiro. Starý typ účtu přestal být poskytován, ale stávající klienti u něj mohli zůstat nebo přejít na nový typ dle svého výběru. Rozdíl byl ve zrušení standardizovaných balíčků služeb a nahrazení možností poskládat si služby na míru.
Uvedení nového produktu na trh se v létě 2007 věnovala celostátní média, která mimo jiné porovnávala jeho parametry s končícím Sporožirem. Například ekonomická redakce serveru iDNES.cz k tomu využila tři modelové klienty (aktivního, pasivního a seniora) a spočítala, na kolik se změní výše bankovních poplatků při zachování stejného standardu služeb. U všech zkoumaných příkladů vyšel nový účet dráž než Sporožiro. Redakce tehdy uvedla, že přechod na Osobní účet se může klientům finančně vyplatit, avšak za předpokladu změny jejich klientského chování (zrušení některých služeb a aktivnější využívání těch zakoupených).

### Vývoj počtu klientů
Účet mělo na začátku září 2007 sjednáno 100 tisíc klientů České spořitelny, na konci října už čtvrt milionu a v únoru 2008 překročila hranice půl milionu klientů. Někteří klienti si však ponechali starší typy účtů. Česká spořitelna jim v roce 2015 rozeslala dopisy s vyrozuměním, že staré bankovní produkty ruší a jejich účty převede na nový, výhodnější typ. Někteří z nich se obrátili na spotřebitelskou poradnu časopisu dTest, která konstatovala, že spořitelna na tento krok má právo. Těm, kteří s převodem nesouhlasí, doporučila „se změnou účtu změnit i jeho poskytovatele“ vypovězením smlouvy.

## Recenze
Dalibor Z. Chvátal v březnu 2008 na webu Měšec.cz na Osobním účtu České spořitelny kladně hodnotil šíři služeb a snadnou možnost vlastního nastavení pomocí intuitivní internetové aplikace, poukazoval však na to, že nový účet pro některé klienty znamená zdražení v řádu desítek korun oproti vedení dosavadního sporožirového účtu.
Z marketingového výzkumu 11 produktů bank, který byl zveřejněn v Hospodářských novinách v květnu 2009, vyplynulo přání klientů mít levnější vedení těchto účtů. V reakci na to Česká spořitelna k Osobnímu účtu zavedla místo dosavadního Bonus programu nový věrnostní Program výhod, který nově přinesl klientům možnost slevy. Její výše závisela na aktivitě klienta, na tom, kolik peněz si do banky nechával posílat a kolik produktů skupiny České spořitelny používal.
Produkt Osobní účet získal ocenění Účet roku 2007 v soutěži MasterCard Banka roku a banka za něj získala ocenění Bankovní inovátor 2009 v anketě Hospodářských novin.